# Alfred Krumbach
Alfred Karl Heinz Krumbach (* 12. April 1911 in Berlin; † 20. März 1993 in Pforzheim) war ein deutscher Polizist, Kriminalkommissar der Gestapo und SS-Hauptsturmführer. Nach Ende des Krieges konnte er eine Beschäftigung beim Verfassungsschutz Nordrhein-Westfalen aufnehmen.

## Leben
Alfred Krumbach war Sohn eines Kaufmanns. Bis zur Eheschließung seiner Eltern im Jahre 1917 wuchs er bei seinen Großeltern in Ostpreußen auf. Nach Absolvierung der Vorschule besuchte er bis zum Jahre 1930 das Stadtgymnasium in Stettin, das er mit der Versetzung zur Oberprima verließ. Anschließend arbeitete er in verschiedenen Stettiner Industriebetrieben als Ingenieurpraktikant, und zwar bis gegen Ende 1933. Dann studierte er ein Semester lang auf der Höheren Technischen Lehranstalt in Stettin Maschinenbau. Infolge wirtschaftlicher Schwierigkeiten seiner Mutter, die das väterliche Geschäft fortführte, musste er das Studium jedoch alsbald beenden.
Zum 1. Juli 1931 trat er der NSDAP (Mitgliedsnummer 567.909) und der SA bei. Am 1. September 1935 wurde er beim Polizeipräsidium in Stettin eingestellt und aufgrund seiner Kenntnisse der englischen Sprache dem Hafen- und Grenzkriminalkommissariat in Stettin zugeteilt. Dieses Kommissariat wurde noch im selben Jahre als Abteilung II c der Geheimen Staatspolizei angeschlossen. Nach mehrmonatigem Vorbereitungsdienst bei der Kriminalpolizeistelle in Stettin absolvierte er im Sommer 1937 den Grundlehrgang für Kriminalassistentenanwärter an der Führerschule der Sicherheitspolizei in Berlin-Charlottenburg. In der SS (SS-Nummer 280.142) erreichte er den Rang eines SS-Hauptsturmführers.
Nach dem Assistentenlehrgang kehrte er zur Staatspolizeistelle in Stettin zurück und war bis Mai 1939 in den Arbeitsgebieten „Bekämpfung illegaler Linksbewegungen“ und „Bekämpfung von Wirtschaftsvergehen“ tätig. Sodann wurde er zum Reichssicherheitshauptamt in Berlin abgeordnet und für drei Monate der Abteilung zur Bekämpfung von Passfälschungen und Sabotage zugeteilt.
Im Jahre 1940 meldete sich Krumbach bei Heinz Gräfe, dem damaligen Leiter der Staatspolizeistelle Tilsit, zum Dienstantritt. Dort erhielt er das Referat II D, zu dem die Überwachung der litauischen Minderheiten im Bereich der Staatspolizeistelle Tilsit sowie für den gleichen Bezirk die Bearbeitung aller Fälle, die sich durch den Fremdarbeitereinsatz ergaben, gehörten. Es handelte sich dabei im Wesentlichen um folgende Delikte der Fremdarbeiter: Verbotener Umgang mit der deutschen Bevölkerung, Widersetzlichkeit oder Sabotage bei der Arbeit und Widerstandsgruppenbildung. Außerdem hatte er das Schutzdienstreferat, d. h. den Schutz bei Besuchen höhergestellter Persönlichkeiten im Bereich der Stapostelle Tilsit. Ende November 1941 wurde ihm die Leitung und Reorganisation des Grenzpolizeikommissariats Eydtkau übertragen.
Bereits im Juli 1942 kehrte Krumbach zur Staatspolizeistelle Tilsit zurück und leitete von da an den Grenznachrichtendienst für den gesamten Abschnitt der Stapostelle Tilsit einschließlich aller der Stapostelle unterstehenden Grenzpolizeikommissariate und Grenzpolizeiposten. Zu diesem Aufgabenbereich gehörten auch alle zur Grenzabsicherung in dem ursprünglich 25 km breiten und später auf 40 km Breite erweiterten Grenzstreifen auf litauischem Gebiet erforderlichen Maßnahmen einschließlich aller strafbaren Handlungen, die diesen Tätigkeitsbereich berührten. Im Zeitraum 1941 bis 1942 war er an Massenmorden von Juden und sowjetischen Kriegsgefangenen beteiligt.
Am 3. Dezember 1942 erlitt Krumbach bei einer Dienstfahrt einen Kraftfahrzeugunfall, bei dem er sich einen doppelten Schädelbruch mit Gehirnquetschung zuzog. Der Schädelbruch wurde im Kriegslazarett Schaulen operiert. Im Februar 1943 wurde Krumbach zur ambulanten Weiterbehandlung nach Hause entlassen. Er war infolge der Unfallverletzungen bis Anfang September oder Oktober 1943 dienstunfähig.
Anfang September 1943 landete im Gebiet der Gestapostelle Tilsit eine feindliche Fallschirmagentengruppe. Bei der Bekämpfung der Fallschirmagenten hatte die Dienststelle Ausfälle durch Tote und Verwundete.
Im Juli 1944 musste er sich erneut zur Nachbehandlung in ein Lazarett begeben. Erst am 9. November 1944 konnte er den Dienst wieder aufnehmen. Gegen Ende des Jahres 1944 wurde die Stapostelle Tilsit vor den vordringenden russischen Truppen nach Insterburg verlegt. Am 19. Januar 1945 wurde die Dienststelle aufgelöst. Krumbach gelangte mit versprengten Dienststellen der Sicherheitspolizei und mit neu aufgestellten Kampfgruppen über Heiligenbeil und Pillau nach Kopenhagen, von wo er Anfang April 1945 in das Reichssicherheitshauptamt in Berlin abgeordnet wurde. Dort nahm er noch kurze Zeit eine Tätigkeit in der Abteilung IV A 2a (feindliche Fallschirmagenten und Funkspiele) auf.
Im April 1945 wurden an Angehörige des Reichssicherheitshauptamtes in Berlin falsche Personalpapiere ausgehändigt. Krumbach wählte sich das Pseudonym Albert Glomsda.
Krumbach beschaffte sich daraufhin von Kollegen in Stralsund die Genehmigung, mit seiner Familie auf einem zur Ausfahrt bereiten Evakuierungsschiff, das nach Flensburg oder Kiel bestimmt war, Stralsund zu verlassen. Das Schiff landete jedoch erst nach der Kapitulation in einem dänischen Hafen. Dort tauchte Krumbach mit Hilfe seiner falschen Papiere unter und kam mit anderen Flüchtlingen in ein Internierungslager. In diesem Lager gelang es ihm, sich einen zusätzlichen Ausweis als Angehöriger des Wehrmachtsgefolges zu beschaffen. Aufgrund dieser Bescheinigung wurde er am 3. Dezember 1946 in das Kriegsgefangenenlager Munsterlager überwiesen. Von hier wurde er 10 Tage später nach Barsinghausen entlassen.
In Barsinghausen fand er bei einer Dienstgruppe der britischen Rheinarmee unter seinem Decknamen Arbeit. Von April 1947 bis Ende Februar 1951 war er bei dieser Dienstgruppe als Leiter der Lagerfeuerwehr und der Lagerpolizei angestellt. Im Herbst 1947 hatte er seine Familie nach Barsinghausen nachkommen lassen.
Ende Februar 1951 musste Krumbach aufgrund des Ergebnisses einer ärztlichen Untersuchung aus der Dienstgruppe ausscheiden. Nach etwa einjähriger Arbeitslosigkeit erhielt er Anfang März 1952 eine Beschäftigung als Leiter der Mahn- und Inkassoabteilung bei der Handelsauskunftei „Kreditreform“ in Hannover. Etwa von Anfang Juni 1953 bis zu seiner Verhaftung im  Juli 1958 war er bei der Landesbehörde für Verfassungsschutz in Düsseldorf angestellt.
Als er am 30. Juli 1958 beim Ulmer Einsatzgruppen-Prozess als Zeuge aussagte, wurde er von Zeugen als Täter identifiziert und vom vernehmenden Untersuchungsrichter sofort festgenommen. Am 25. Januar 1961 wurde er aus der Untersuchungshaft entlassen. Er nahm dann eine Anstellung als Facharbeiter im Sauerland an, anschließend war er als Vertreter tätig. Aufgrund seiner Verurteilung durch das Schwurgericht in Dortmund am 12. Oktober 1961 wurde er jedoch entlassen. 
Krumbach wurde am 5. Februar 1963 vom Schwurgericht beim Landgericht Dortmund wegen Mitwirkung der Tötung von 827 Menschen rechtskräftig für schuldig befunden und zu vier Jahren und sechs Monaten Zuchthaus verurteilt.